# Dorylaea unicolor
Dorylaea unicolor är en kackerlacksart som beskrevs av Robert Walter Campbell Shelford 1910. Dorylaea unicolor ingår i släktet Dorylaea och familjen storkackerlackor. Inga underarter finns listade i Catalogue of Life.